# Allan Olsen

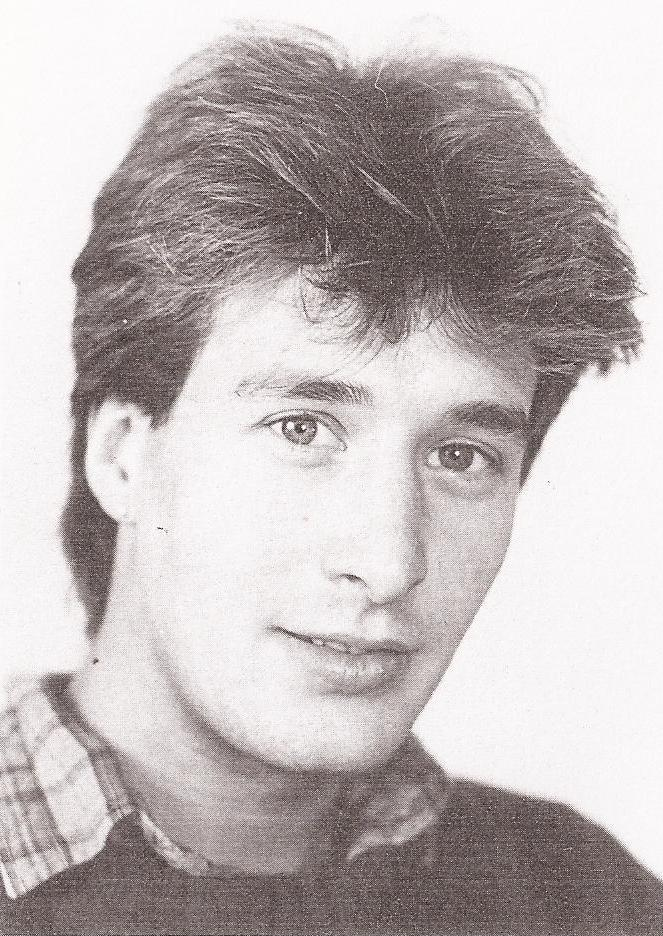
Allan Olsen um 1986

Allan Frank Olsen (* 23. März 1960 in Vangede in Dänemark) ist ein dänischer Filmschauspieler.

## Biografie
Olsen machte nach seiner Schulabschluss Ausbildung zum Glaser und arbeitete eine Zeit lang als solcher. Frühzeitig begann er während seiner Berufsausbildung nebenbei gelegentlich als Schauspieler aufzutreten. Seine erste Filmrolle bekam er im Alter von 18 Jahren. Olsen debütierte 1978 in den Film Mig og Charly von Morten Arnfred in der Hauptrolle als Charlie; ebenso spielte er in der Fortsetzung Charly & Steffen die gleiche Rolle wieder mit. In der bekannten Roman-Verfilmung von Klaus Rifbjerg spielte er in dem Film Den kroniske Uskyld von 1985 er die Hauptrolle des Janus Tolne. Olsen wirkt bis derzeit in vielen weiteren dänischen Film- und Fernsehproduktionen als Schauspieler mit.

## Auszeichnung
- 1980 bekam Allan Olsen den Bodil-Filmpreis in der Kategorie Bester Hauptdarsteller für die Hauptrolle als Johnny Larsen in dem Film mit dem gleichen Namens.

## Filmografie
- 1978: Slægten
- 1978: Mig og Charly
- 1979: Charly & Steffen
- 1979: Johnny Larsen
- 1980: Der kleine Virgil und Orla, der Froschschnapper (Lille Virgil og Orla Frøsnapper)
- 1982: Felix
- 1983: Forræderne
- 1984: Kopenhagen – Mitten in der Nacht (Midt om natten)
- 1984: Privatdetektiv Anthonsen (Anthonsen)
- 1985: Den kroniske uskyld
- 1986: Ballerup Boulevard
- 1988: Time Out
- 1990: Casanova
- 1992: Krümel im Chaos (Krummerne 2 – Stakkels Krumme)
- 1994: Torben – Der Satansbraten (Vildbassen)
- 1998: Motello
- 1998: Albert und der große Rapollo (Albert)
- 1998: Der (wirklich) allerletzte Streich der Olsenbande (Olsen-bandens sidste stik)
- 1999: Klinkevals
- 2000: Juliane
- 2000: Inkasso
- 2002: Unit One – Die Spezialisten (Rejseholdet)
- 2005: Vater hoch vier (Far til fire – gi'r aldrig op)
- 2006: Krokodillerne
- 2006: Das Genie und der Wahnsinn (Sprængfarlig bombe)
- 2007: Karlas kabale
- 2008: Krokodillerne
- 2008: Vater hoch vier – Jetzt erst recht! (Far til fire – på hjemmebane)
- 2009: Karla & Katrine (Karla og Katrine)
- 2010: Bølle Bob – Alle tiders helt
- 2011: Ronal der Barbar (Ronal Barbaren, dänischer Animationsfilm, Synchronsprecher)
- 2011: Noget i luften
- 2011: Hjælp, det er jul (Fernsehserie)